# عبد الله أحمد الحيفي
عبد الله أحمد الحيفي هو إعلامي وشاعر يمني. ولد عام 1950 في مدينة صنعاء. تلقى تعليمه الأساسي والثانوي في صنعاء، ثم حصل على دبلوم خدمة اجتماعية من جمهورية مصر العربية. وحصل على شهادة في الإخراج من الكويت. يعمل في مجال الإعلام منذ 1970. له مساهمات في كتابة المسرحية (ثمان مسرحيات)، له عدد من التمثيليات الإذاعية، ومقالات صحفية في الصحف اليمنية، وكذلك مساهمات في كتابة القصيدة الغنائية والأناشيد الوطنية.